# 瑞龍寺 (豊田市)
瑞龍寺（ずいりょうじ）は、愛知県豊田市稲武町にある臨済宗妙心寺派の寺院。山号は秀雲山。

## 歴史
開基は名古屋熱田の乾徳寺の三霊紹省和尚。寛永21年（1644年）に伊勢国菰野に見性寺を開山した後、正保年間（1645年 - 1648年）頃に三河国北設楽郡稲橋村を訪れて瑞龍寺を開山した。
江戸時代には瑞龍寺の境内に寺子屋が開かれた。
臨済宗妙心寺派管長や花園大学学長を務めた山田無文は北設楽郡武節村出身であり、その菩提寺は瑞龍寺である。瑞龍寺の境内には山田無文の歌碑「おおいなるものに抱かれあることを 今朝吹く風のすずしさに知る」がある。

## 文化財
愛知県指定天然記念物
- 「瑞龍寺のしだれ桜」
推定樹齢370年の[1]エドコヒガンザクラ。高さ約12メートル[1]、根回り約3.6メートル[2]、樹冠の直径約15メートル[2]。開山の際に植えられたのか、その後植えられたのかは定かでない。毎年4月上旬から中旬には桜まつりが行われ、しだれ桜がライトアップされる。
1971年（昭和46年）に愛知県指定天然記念物に指定された[3]。1980年（昭和55年）頃からは樹齢が衰え、一時期は枯死も心配されたが[3]、1991年（平成3年）には樹木医の指導によって大手術を行い、再び見事な花を咲かせるようになった[4]。1999年（平成11年）には「瑞龍寺しだれ桜を守る会」が結成され、2006年（平成18年）時点では全国に約800人もの会員がいた[3]。
同じ稲武地区の豊田市大野瀬町には大安寺があり、豊田市指定天然記念物のシダレザクラがある[5]。大安寺のシダレザクラは大正時代に瑞龍寺のシダレザクラから分かれた苗を植えたものである[5]。

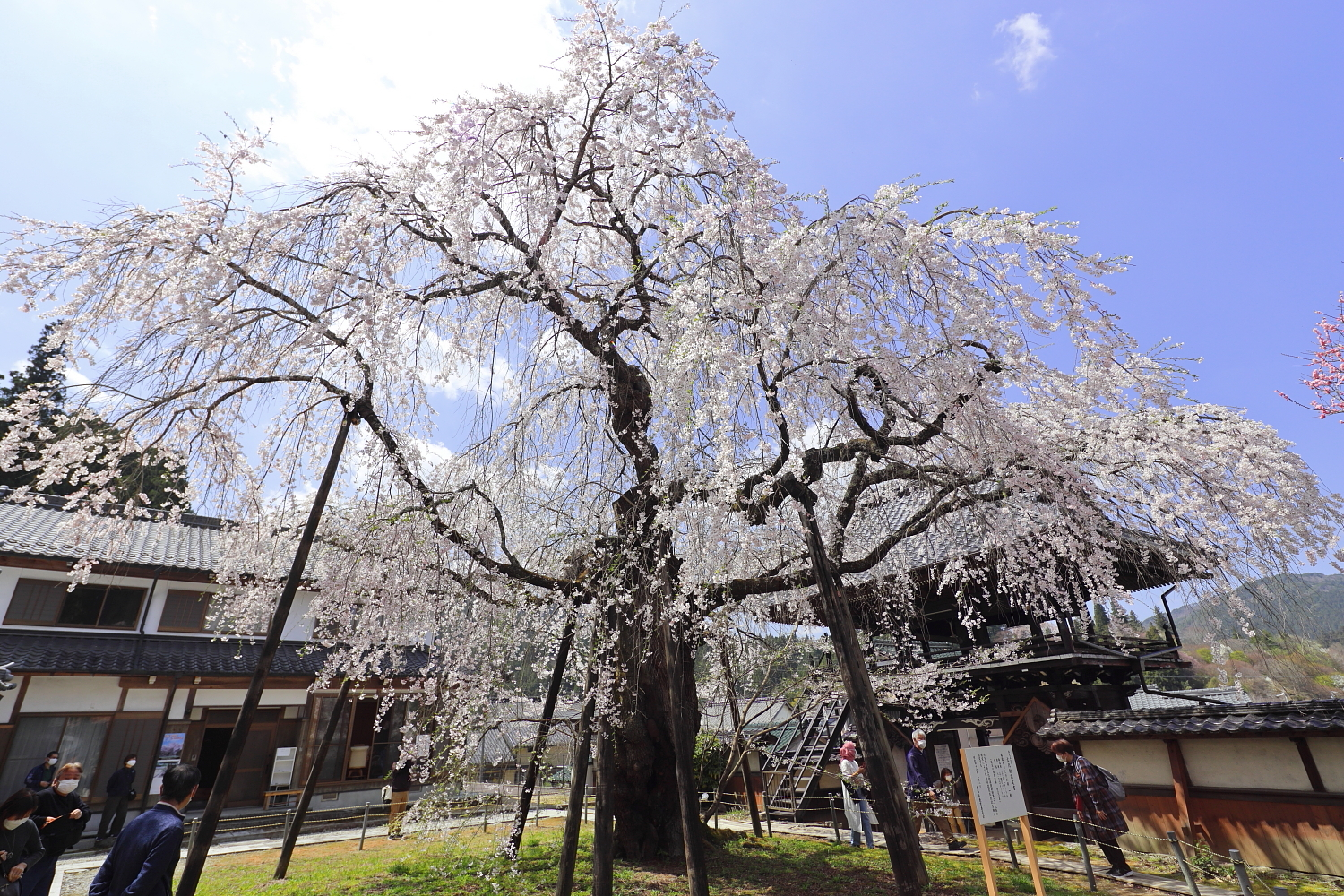
開花時のしだれ桜
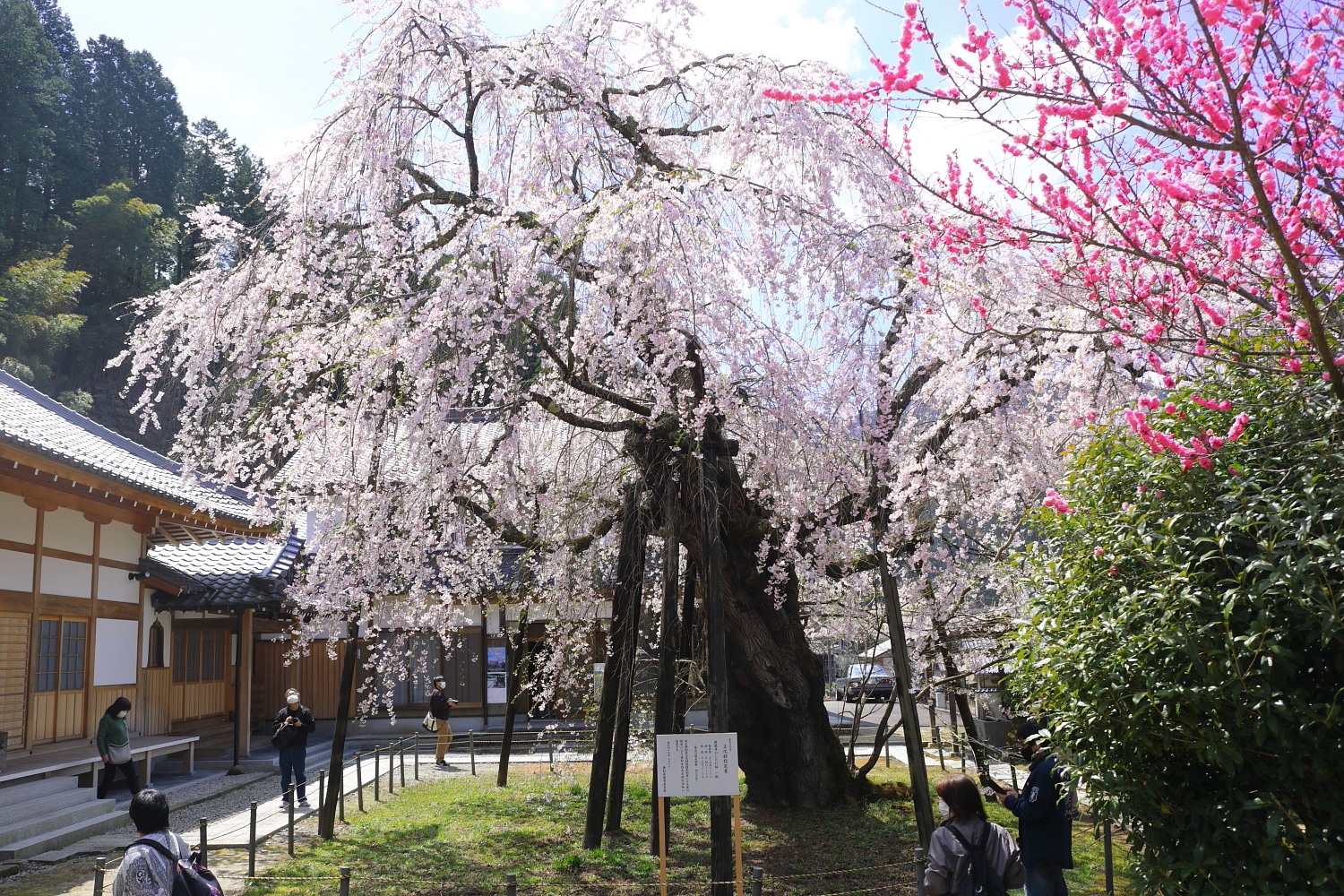
開花時のしだれ桜
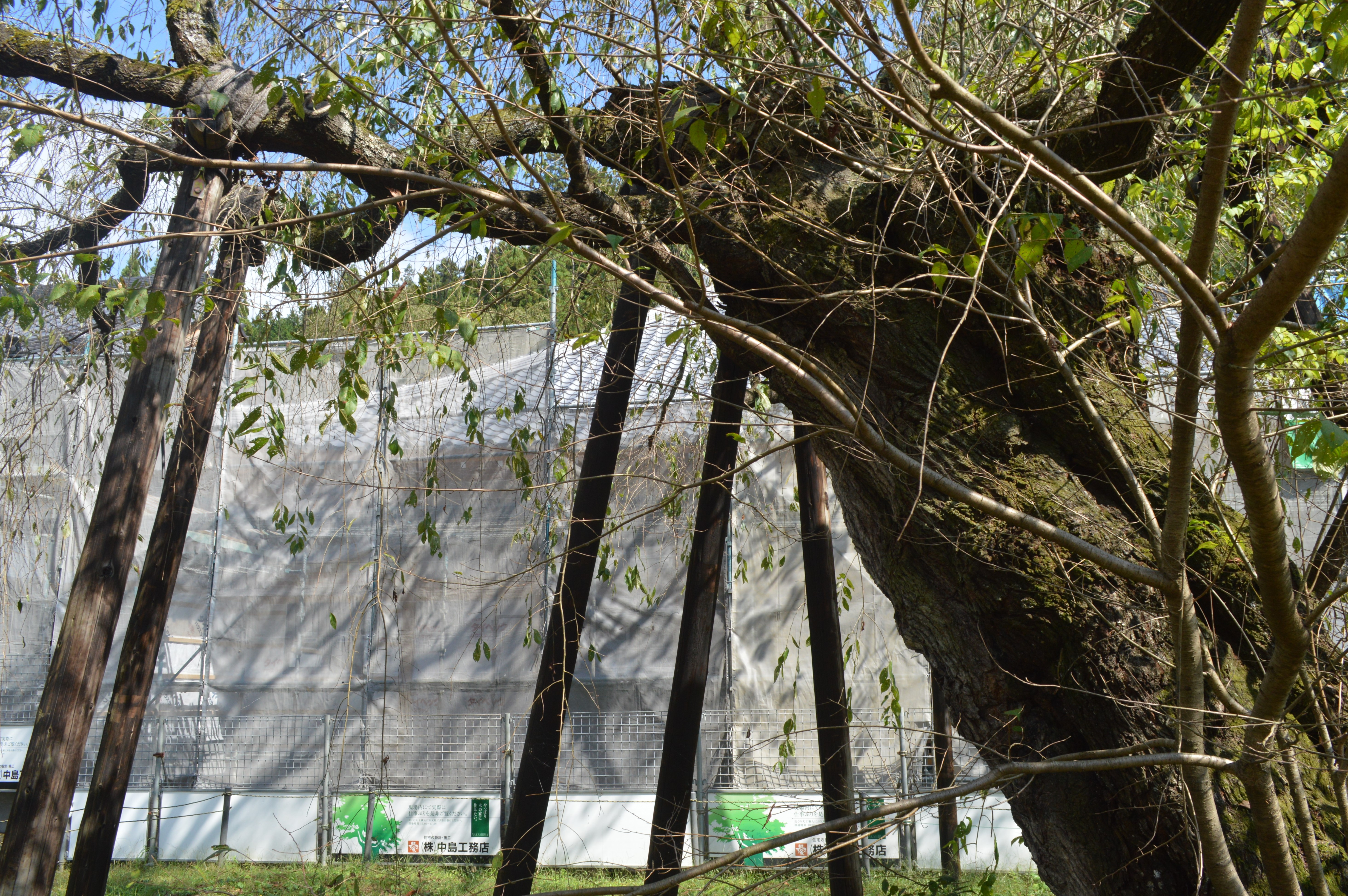
しだれ桜の幹

## 基礎情報
所在地
- 〒441-2513：愛知県豊田市稲武町寺山3

アクセス
- 猿投グリーンロード 力石インターチェンジから車で約40分。
- 東海環状自動車道 豊田勘八インターチェンジから車で約50分。